# A1 (папір)

A1 — другий за розміром формат серії А, що складає половину площі формату А0

A1 — формат паперу, визначений стандартом ISO 216, серії А. Його розміри — 594×841 мм, що складає площу 0,5 (0,499554) м². Використовується для креслень, діаграм тощо, виготовлення поліграфічної продукції (календарів, плакатів). Розмір цього формату визначений шляхом зменшення вдвічі формату А0 паралельно до його коротшої сторони.